# 大田弘子
大田 弘子（おおた ひろこ、1954年2月2日 - ）は、日本の政策研究大学院大学学長。内閣府大臣官房審議官、内閣府政策統括官、経済財政担当大臣（第8代・9代）、内閣府規制改革推進会議議長、鹿児島県立鶴丸高等学校生徒会長、フランス・社会科学高等研究院日本語客員教授、株式会社みずほフィナンシャルグループ取締役会議長などを歴任。勲等は旭日重光章。
現在、公益財団法人日本生産性本部副会長（経済成長フォーラム座長、日本創成会議構成メンバー）、国立新美術館評議員、公益社団法人日本経済研究センター理事、独立行政法人宇宙航空研究開発機構広報対応外部委員会委員、公益財団法人日本製鉄文化財団評議員、政府税制調査会（内閣府）委員、資源エネルギー庁総合資源エネルギー調査会臨時委員、一般財団法人企業活力研究所社会保険料負担を考える研究会委員、国際公共政策研究センター番号制度に関する研究会委員、東京オリンピック・パラリンピック競技大会組織委員会 経済・テクノロジー委員会委員長、株式会社日本取引所グループ社外取締役。

## 概要

### 生い立ち
鹿児島県出身。中学校時代は生徒会長。高校は、鹿児島県立鶴丸高等学校。部活は体操部。
両親に上京を反対されたが担任の先生の説得などで、一橋大学社会学部に進学。大学時代は授業にはほとんど出ず、体育会陸上部所属の唯一の女子学生として練習に打ち込んだと語る。1976年一橋大学社会学部卒業（社会学士）。大学では社会心理学の南博教授のゼミに所属した。

### 社会人
もともとはジャーナリスト志望だったが男子の指定校採用制度下、男女雇用機会均等法施行前であったため、自宅通勤できない女子の採用は少なく、大学卒業後は無職となり、新聞広告の求人情報をもとに就職活動を行っていた。出版業について学ぶため、社内報担当を募集していた株式会社ミキモトに入社。
ミキモトを退社していったん郷里に戻ったが、1981年から大学の先輩である高原須美子（のちに経済企画庁長官）の紹介で財団法人生命保険文化センターの研究員となリ十数年務めた。経済学や経営学等の修士はもとより学士も取得していないため、少なくとも1993年頃までは「生活経済評論家」の肩書きで活動していた。
- 1993年、東京海上火災保険の大阪大学経済学部への寄付講座で客員助教授に選任され「リスクと情報の経済学」を講じた[3]。
- 1996年、政策研究大学院大学（1996年当時は埼玉大学大学院政策科学研究科）で教授等を務める。
- 2001年1月、内閣府経済財政諮問会議の「サービス部門における雇用拡大を戦略とする経済の活性化に関する専門調査会（会長：牛尾治朗）」の専門委員に選任され、現場での政策立案作業にも携わる[11]。

### 小泉政権
- 2002年、大学を離れ第1次小泉内閣の内閣行政官に転進し、内閣府参事官に就任[4]。経済財政諮問会議の事務方を務め、各省庁との折衝にあたった。
- 2003年、内閣府大臣官房審議官に昇格[4]。
- 2004年、内閣府政策統括官に昇格、経済財政政策を担当[4]。民間人出身者としては岩田一政に続く2人目で、女性としては初。
- 2005年に内閣府政策統括官を退任。後任の政策統括官も民間出身のエコノミスト・高橋進。

### 第一次安倍政権・福田政権

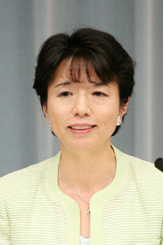
福田政権時

- 2006年[4] - 2008年：安倍内閣、第1次安倍改造内閣及び福田康夫内閣で民間人閣僚として経済財政担当大臣を務めた。
- 2008年に大臣を退任し、政策研究大学院大学教授に復帰。
- 2009年4月政策研究大学院大学副学長に就任（ - 2011年）。国立大学法人政策研究大学院大学特別顧問会議委員・研究教育評議会委員。

### 第二次安倍政権
- 2013年1月、第2次安倍内閣で内閣府規制改革会議議長代理に就任。
- 2013年6月、政府税制調査会（内閣府）委員にも就任。同会法人課税ディスカッショングループ座長。
- 2016年9月、第3次安倍第2次改造内閣で内閣府規制改革推進会議議長に就任[12]。

## 政策
小泉政権下では一貫して経済財政諮問会議の事務方としてその運営に携わったが、小泉政権の構造改革で格差が広がったとする批判に対して「格差が拡大したのは構造改革のせいではありません」と答えている。
経済財政担当相就任時、竹中平蔵の後継と目されており、竹中の経済政策を引き継ぐものと見なされた。
2008年1月18日国会における経済演説において、大田「もはや日本は『経済は一流』と呼ばれるような状況ではなくなってしまった」と述べ、「もう一度、世界に向けて挑戦していく気概を取り戻す」として経済成長を目指すことを強調した。
2018年3月17日、通信業務および放送業務規制改革推進会議において議長を務め、いわゆる「放送とネット垣根撤廃」を目指す安倍政権方針に迎合した答申案を提出するものと目され、今後議論を呼びそうであると読売新聞によって報道され、牽制された。

### TPP
TPPを推進している。

### 法人減税
経済財政担当相在任中の2008年7月25日、都内で行われたセミナーで、日本は法人税の引き下げを含め、企業のコストを下げる必要があるとの認識を示した。2014年2月からは政府税制調査会の中に設置された「法人課税ディスカッション・グループ」の座長を務める。法人減税の論客として知られた伊藤元重が経済財政諮問会議の議員に就任して以降、法人減税に徐々に慎重な姿勢を示す中、産業競争力会議議員の竹中平蔵や経済財政諮問会議議員の高橋進らとともに法人減税の急先鋒として、法人税率を引き下げれば税収総額は逆に増えるとする主張と歩調を合わせ、政府税制調査会を牽引した。2014年5月16日にはディスカッション・グループで「法人税率の引き下げは避けて通れない」とする改革案の確認を行った。同年6月3日には麻生太郎副総理兼財務大臣も「責任ある代替財源が示されるのであればいい。」と、実効税率引下げを容認し、骨太の方針に盛り込まれた。

## 経歴
- 1954年 鹿児島県鹿児島市生まれ[20]
- 1972年 鹿児島県立鶴丸高等学校卒業[21]
- 1976年 一橋大学社会学部卒業（南博ゼミナール）[3]後、株式会社ミキモト勤務
- 1981年 財団法人生命保険文化センター研究員[1]（-1993年）
- 1993年 大阪大学経済学部客員助教授（東京海上火災保険寄付講座）、細川護煕内閣総理大臣私的諮問機関経済改革研究会メンバー
- 1996年 埼玉大学大学院政策科学研究科助教授[1]
- 1997年 政策研究大学院大学助教授[1]
- 2000年 内閣行政改革推進本部規制改革委員会委員
- 2000年7月 松下電器産業株式会社アドバイザー（‐2002年6月迄）
- 2001年1月 内閣府経済財政諮問会議の専門調査会（会長：牛尾治朗）専門委員
- 2001年4月 政策研究大学院大学教授[1]、オリックス株式会社監査役（‐2002年6月迄）
- 2002年2月 内閣府経済社会総合研究所客員主任研究員
- 2002年4月 内閣府政策統括官（経済財政-景気判断・政策分析担当）付参事官（第1次小泉内閣）
- 2003年 内閣府大臣官房審議官（経済財政-景気判断・政策分析担当、第1次小泉内閣改造）
- 2004年 内閣府政策統括官（経済財政-景気判断・政策分析担当、第2次小泉内閣）
- 2005年 政策研究大学院大学教授、内閣府政策参与（非常勤）、郵政民営化委員会委員
- 2006年 経済財政担当大臣（安倍内閣）
- 2007年 経済財政担当大臣（安倍内閣改造内閣）留任
- 2007年 経済財政担当大臣（福田康夫内閣）再任
- 2008年 福田康夫改造内閣発足に伴い経済財政担当大臣退任
- 2008年8月 政策研究大学院大学教授[22]
- 2009年4月 同大学院大学副学長、国立大学法人政策研究大学院大学特別顧問会議委員・研究教育評議会委員（-2011年3月迄）
- 2010年 公益財団法人日本生産性本部副会長、サービス産業生産性協議会副代表幹事、公益財団法人紀尾井ホール評議員、公益社団法人日本ユネスコ協会連盟理事、財団法人日本国際問題研究所評議員選定委員会委員、一般財団法人国際経済交流財団「強い農業」を作るための政策研究会委員
- 2010年3月 フランス・社会科学高等研究院客員教授
- 2013年1月 内閣府規制改革会議議長代理（第2次安倍内閣）
- 2013年6月 パナソニック株式会社取締役[23]、JXホールディングス株式会社社外取締役[24]、政府税制調査会（内閣府）委員
- 2014年6月 株式会社みずほフィナンシャルグループ取締役会議長[25][26]
- 2014年12月 鹿児島市ふるさと大使[27]
- 2016年9月 内閣府規制改革推進会議議長[28]
- 2019年4月 政策研究大学院大学特別教授[29]
- 2020年1月 政府税制調査会特別委員[30]
- 2022年9月 政策研究大学院大学学長[31]
- 2024年4月 旭日重光章受章[32][33]。

## 人物
- 焼酎を好む[9]。趣味は社交ダンス（内村光良が芸能人社交ダンス部長を務めていたテレビ番組に触発されたらしい）[34]。

## 出演番組
- くらしの経済（NHK総合）

## 著書
- 『リスクの経済学―日本経済 不確実性への挑戦』東洋経済新報社 1995年 ISBN 4492392157
- 『良い増税悪い増税―納得できる税制を目指して』東洋経済新報社 2002年 ISBN 4492610448
- 『経済財政諮問会議の戦い』東洋経済新報社 2006年 ISBN 4492250093
- 『改革逆走』日本経済新聞出版社 2010

### 共編著
- 『お茶の間経済セミナー 生活感覚から見る日本経済』袖井孝子共著 日本実業出版社 1989
- 中谷巌共著『経済改革のビジョン 「平岩レポート」を超えて』東洋経済新報社 1994年 ISBN 4492391851
- 『安全と安心の経済学』島田晴雄共編著 岩波書店 1995
- 本間正明共編著『民からの改革』清文社 1998年 ISBN 4433175285
- 五百旗頭真・吉田慎一・入江昭・山本正・和田純共著『「官」から「民」へのパワーシフト』 TBSブリタニカ 1998年 ISBN 4484982110

## 論文
- 「生活基盤充実の大規模プロを!!--縦割り型の予算配分を乗り越えるには; 430兆円と平成4年度公共事業予算」毎日新聞社『エコノミスト』、1991
- 「黒字削減には国内の構造改革しかない--規制緩和と新しい形の投資が必要」毎日新聞社『エコノミスト』、1994
- 「税制改革の基本的考え方」連合総研報告書『財政改革の論点』、1998
- 「住宅関連税制のあり方」住宅金融普及協会『住宅問題研究』Vol.15、1999